# 202 Carinae
202 Carinae (K Carinae) é uma estrela na direção da Carina. Possui uma ascensão reta de 10h 30m 20.08s e uma declinação de −71° 59′ 33.8″. Sua magnitude aparente é igual a 4.72. Considerando sua distância de 259 anos-luz em relação à Terra, sua magnitude absoluta é igual a 0.22. Pertence à classe espectral A2III.